# María Ángeles Arazo Ballester
María de los Ángeles Arazo Ballester (València, 21 de febrer de 1930), és una escriptora, periodista, crítica d'art i guionista de còmics valenciana.

## Biografia
És professora d'Ensenyament General Bàsic i llicenciada en Ciències de la Comunicació per la Universitat Complutense de Madrid. En la dècada de 1950 i al costat de María Consuelo Reyna, va treballar en la Delegació a València de la Comissió d'Informació i Publicacions Infantils i Juvenils; escriure també guions per a la revista Mariló de l'Editora Valenciana. Va col·laborar en el diari Levante-EMV i va publicar amb assiduïtat en revistes de caràcter estatal.
Va actuar de mantenidora en la presentació de la Fallera Major Infantil de València de 1980, Laura Carsí Vaello —fins llavors, una dona mai havia ocupat aquest lloc en les presentacions falleres—; el 2020 l'Ajuntament de València va reconèixer els seus aportació al món faller.
Gairebé mig centenar de les seves monografies de temes populars valencians han estat il·lustrades amb fotografies de Francesc Jarque. És redactora de Las Provincias, on s'ocupa de temes de cultura, art i societat. Forma part de l'Associació Valenciana de Crítics d'Art, i és Acadèmica Corresponent de la Real Acadèmia de Cultura Valenciana.

## Obres

### Novel·les
- El hijo que no nació (relats), 1967. D.L.V. 3950-1967
- La vida secreta de Ana, 4 edic. 1973. ISBN 84-7199-090-3
- Obsesión, 1974. ISBN 84-7199-096-2
- Un instante, 1980. ISBN 84-85402-09-X
- Fuego dentro, 1982.
- Camisón de puntillas, portada de Francesc Jarque, 1983. D.L. V.482-1983

### Relats
- 12 relatos, escrits per María Ángeles Arazo, Rafael Alfaro Taboada, Adolfo de Azcárraga, Maria Beneyto, Joan Alfons Gil Albors, E. Granero Sancho, J. León Roca, Enrique Nacher, José Ombuena, Carlos Senti Esteve, Vicente Soto i Fernando Vizcaíno Casas, 1974. ISBN 84-7199-095-4
- "Habitación 69. Ernest Hemingway, la periodista y los toros" a Ocurrió en Valencia. 21 historias cortas, 2012. ISBN 978-84-939627-2-2

### Temes populars/valencians
- Gente del Rincón (Valencia), fotos de Luis Vidal, 1966. D.L. V.2873-1966
- Gente del Maestrazgo, fotos de Luis Vidal, 1968.
- Estudios de pintores valencianos, Butlletí d'informació municipal, núm. 64, València, 1969.
- Gente de la Serranía, 1970. D.L. V. 4841-1970
- Valencianos de la Mar, fotos de Luis Vidal, 1971. D.L. V. 5272-1971
- Gente del Valle de Ayora, fotos de José Penalba, 1975. ISBN 84-7199-110-1
- Valencia íntima, fotos de Francisco de Paula Hernández, 1977. ISBN 84-212-0040-2
- El libro negro de Consuera, 1977. ISBN 84-7380-233-0
- Crónicas de la España Negra, 1978. ISBN 84-7380-343-4
- Superstición y fe en España, 1978 .ISBN 84-01-33125-0
- Valencia noche, fotos de Francisco de Paula Hernandez, 1978. ISBN 84-01-37013-2
- Las Hogueras de San Juan : Alicante del 20 al 24 de junio, fotografies A.R. Fotógrafos, W. Reimann, 198?.
- Peregrinaciones y romerías, fotografías J. Marina, 198?.
- Moors and christians, photographies : J. Marina, E. Molina i F. Jarque, 198?.
- Moros y cristianos, fotografías J. Marina, E. Molina i F. Jarque, 198?.
- Nuestras fiestas, fotos de Francesc Jarque, 1980 / 1986. ISBN 84-85094-20-4 / ISBN 84-85094-57-3
- Las fiestas de Valencia, fotos de Francesc Jarque, 1981. ISBN 84-7199-155-1
- La vieja Valencia mercantil y artesana, fotos de Francesc Jarque, 1981. ISBN 84-7199-155-1
- Las hierbas: herboristería valenciana (amb Manuel Costa Talens), 1982. ISBN 84-85094-32-8
- Valencia Marinera, fotos de Francesc Jarque, 1982
- Mercados de Valencia, fotos de Francesc Jarque, 1984. ISBN 84-505-0460-0
- Huerta de Valencia, fotos de Francesc Jarque, 1984. ISBN 84-500-9558-1
- Cerámica valenciana, fotos de Francesc Jarque, 1985. ISBN 84-505-1020-1
- Valencia y su provincia, fotos de Francesc Jarque, 1985. ISBN 84-505-1958-6
- Barrio del Carmen, Valencia, fotos de Francesc Jarque, 1986. ISBN 84-505-3068-7
- Artesanos de Valencia, fotos de Francesc Jarque, 1986. ISBN 84-505-4370-3
- Las hierbas: herboristería valenciana, fotos de Nico Monteagudo, 1986. ISBN 84-85094-54-9
- Alrededor de la Seu, fotos de Francesc Jarque, 1987. ISBN 84-505-5133-1
- Toros y vaquillas, fotos de Francesc Jarque, 1987. ISBN 84-505-6100-0
- L'Albufera, fotos de Francesc Jarque, 1987. ISBN 84-505-6911-7
- Mercado Central de Valencia: 60 Aniversario, fotos de Francesc Jarque, 1988. D.L. V.311-1988
- Vivir en Valencia, fotos de Francesc Jarque, 1988. ISBN 84-86908-13-2
- Artesanía valenciana, fotos de Francesc Jarque, 1988. ISBN 84-404-3298-4
- Gozos valencianos en el altar y la cocina, fotos de Francesc Jarque, 1988. ISBN 84-7795-004-0
- Guía de Artesanía de Castellón, fotos de Francesc Jarque, 1989. ISBN 84-7579-849-7
- Fuentes de Valencia, fotos de Francesc Jarque, 1989. ISBN 84-404-5574-7
- Días de fiesta mayor, fotos de Francesc Jarque, 1990. ISBN 84-7795-029-6
- Claustros de Valencia, fotos de Francesc Jarque, 1990. ISBN 84-86908-32-9
- Mercado Central: crónica de cinco años, 1986-1990, fotos de Francesc Jarque, 1991. ISBN 84-404-9320-7
- Valencia próxima, fotos de Francesc Jarque, 1991. ISBN 84-86908-58-2
- Tiendas de Valencia, fotos de Francesc Jarque, 1991. ISBN 84-7890-353-4
- Jardines de Valencia, fotos de Francesc Jarque, 1993. ISBN 84-86908-97-3
- Mariner, 1893-1993 centenary, 1993. D.L. V. 26-1993
- Recetas de cocina del Mercado Central de Valencia, 1995. D.L. V.3918-1995
- Pinedo y su gente, fotos de Francesc Jarque, 1995. ISBN 84-88639-92-9
- Arquitectura popular valenciana, fotos de Francesc Jarque, 1995. ISBN 84-7795-979-X
- A century of lighting in Spain: 30th anniversary of FIAM, 1995. ISBN 84-605-3764-1
- Un siglo de iluminación en España. XXX aniversario de FIAM, 1995. ISBN 84-605-3764-1
- Fiestas y cultura, fotos de Francesc Jarque, 1997. ISBN 84-482-1545-1
- Valencia. Gozo de los sentidos, fotos de Pepe Sapena, 1997. ISBN 84-89747-20-2
- El Rincón de Ademuz, fotos de Francesc Jarque, 1998. ISBN 84-7795-149-7
- Campanar, fotos de Francesc Jarque, 1998. ISBN 84-89747-45-8
- Borbotó, Massarrojos, fotos de Francesc Jarque, 1999. ISBN 84-95171-30-9
- Fiestas de la comunidad valenciana, fotos de Francesc Jarque, 1999. ISBN 84-86963-25-7
- Fallas: delirio mediterráneo, fotos de Francesc Jarque, 1999. ISBN 84-95031-09-4
- El valle de Ayora-Cofrentes, fotos de Francesc Jarque, 2000. ISBN 84-7795-248-5
- Comer en tierras valencianas, fotos de Francesc Jarque, 2000. ISBN 84-482-2635-6
- Valencia. Gozo de los sentidos, fotos de Pepe Sapena, 2000. ISBN 84-95171-82-1
- Valencia : a feast for the senses, fotos de Pepe Sapena, 2000. ISBN 84-95171-84-8
- Museos Vivos.Alicante y provincia, fotos de Francesc Jarque, 2000. ISBN 84-482-2583-X (v.1)
- Museos Vivos.Castellón y provincia, fotos de Francesc Jarque, 2001. ISBN 84-482-2734-4 (v.2)
- Museos Vivos.Valencia y provincia, fotos de Francesc Jarque, 2001. ISBN 84-482-2980-0 (v.3)
- Valencia orilla mediterránea, fotos de Pepe Sapena, 2002. ISBN 84-8484-067-0
- Antonia Mir: una trayectoria pictórica, una vida (catàleg d'exposició), 2003. ISBN 84-482-3653-X
- Recetas de cocina del Mercado Central de Valencia, 2003
- Valencia. Cultura Viva, fotos de Pepe Sapena, 2003. ISBN 84-8484-104-9
- Gente marinera. Costa valenciana, fotos de Francesc Jarque, 2003. ISBN 84-482-3373-5
- Neobarroca: María José Marco (catàleg d'exposició), 2005. D.L. V.3915-2005
- Paisajes rurales de la Comunidad Valenciana, fotos de Francesc Jarque, 2005. ISBN 84-482-4237-8
- El parque natural de la Albufera, fotos de Francesc Jarque, 2005. ISBN 84-482-4219-X
- Llocs de la memòria : claustres de la Comunitat Valenciana, fotos de Francesc Jarque, 2007. ISBN 84-482-4480-X
- Valencia vivida, fotografies, Arxiu J. Huguet, Nacho Ruiz, 2007. ISBN 978-84-96419-41-4
- Lugares de la memoria. Claustros de la Comunidad Valenciana, fotos de Francesc Jarque, 2007. ISBN 84-482-4479-6
- Lugares para el encuentro. Calles y plazas de la Comunidad Valenciana, fotos de José Manuel Almerich, 2008
- Arazo, Mª Ángeles;  Mollà;  Golf;  Anyó; Catalá Gorgues; Fotografías de Xavier Mollà. El Turia: un paseo urbano por la historia.  Generalitat Valenciana, 2008. ISBN 9788448250041.
- El agua, fuentes para beber en Valencia, fotos de Francesc Jarque, 2009. D.L. V.4348-2009
- La huella morisca en tierras valencianas, fotos de José Manuel Almerich, 2010. ISBN 978-84-482-5362-2
- El paisaje creado, fotos de José Manuel Almerich, 2011. ISBN 978-84-482-5535-0
- Gozos valencianos en el altar y la cocina, fotos de Francesc Jarque, 2011. Carena Editors. ISBN 978-84-92932-46-7
- El Carmen. Ruzafa: Queridos Barrios, fotos de Antonio Cortés, 2011. ISBN 978-84-8484-345-0
- "Cocina de barca de norte a sur" a Anuario de la Cocina de la Comunitat Valenciana 2014, 2013. ISSN 1888-1939

## Premis i reconeixements
- Premi València de Literatura-Relats, Diputació de València per El hijo que no nació (1967)
- Premi de Novel·la Blasco Ibáñez per La vida secreta de Ana (1973)
- Premi de Novel·la curta Skal Club Valencia per Camisón de puntillas (1982)